# Plazuela El Recreo

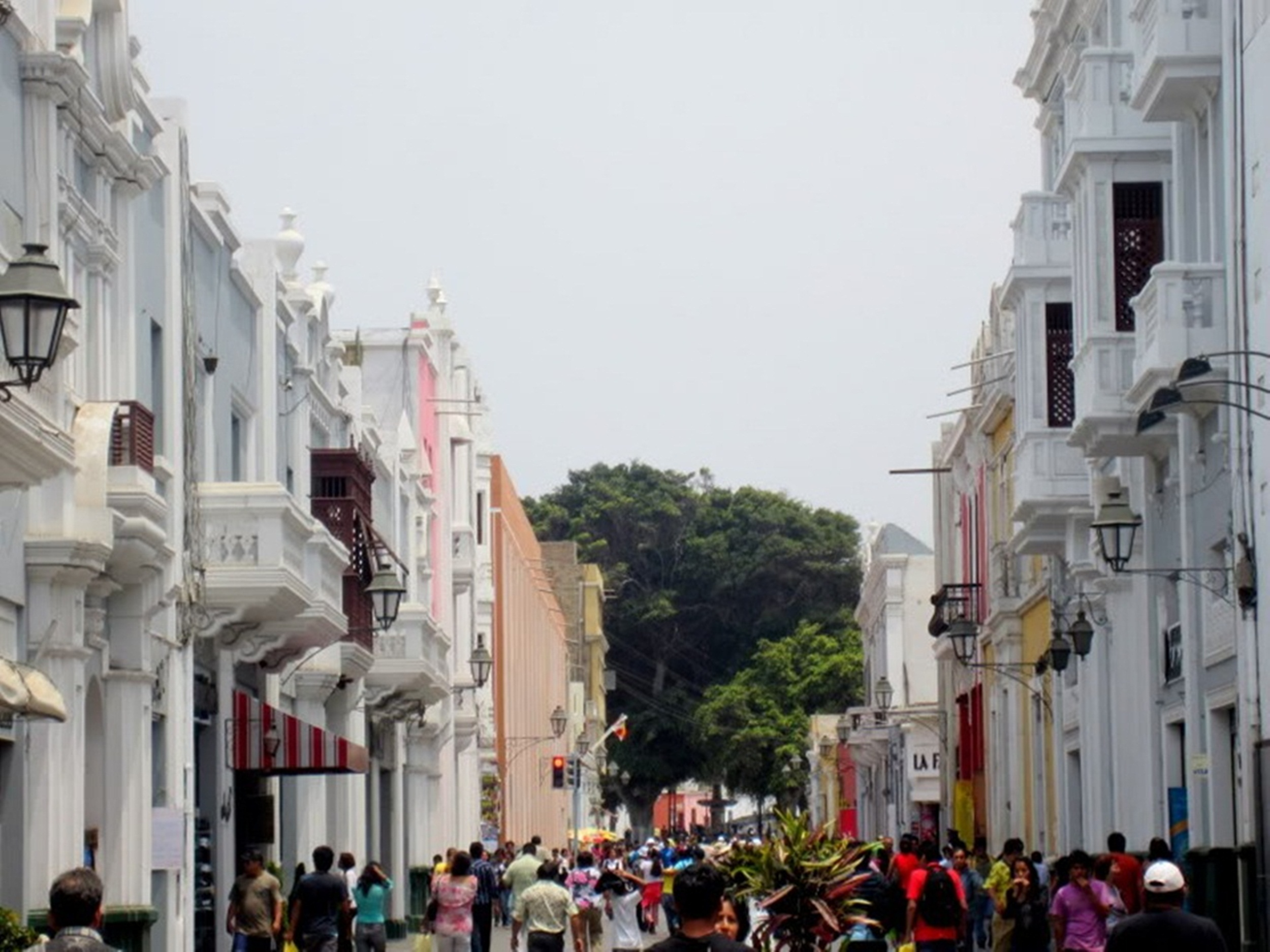

La plazuela El Recreo es una plaza tradicional situada en la ciudad de Trujillo, en el departamento de La Libertad, en el norte de Perú. Situada en la cuadra 8 de la calle Pizarro en el Centro Histórico de Trujillo, en esta plaza se llevan a cabo espectáculos culturales, y en marzo de 2012 fue el escenario del Festival del Libro de Trujillo. La plaza está rodeada de árboles de ficus. Esta plaza ha sido declarada Patrimonio Monumental de la Nación por el Instituto Nacional de Cultura del Perú.
En el centro de la plaza se ubica una fuente de mármol estilo barroco italiano que previamente estaba en la Plaza de Armas de Trujillo y fue trasladada a la plazuela en la década de 1930. Alrededor de la fuente hay 4 estatuas distribuidas en cada esquina del marco vallado circundante. También existe la vieja caja que suministra agua potable a las casas de la ciudad. Varios árboles ancianos dan sombra a la plaza. 
En la plazuela El Recreo se realizan eventos como conciertos, festivales de libros, etc. Es visitada por las personas que llegan a la ciudad de Trujillo. En 2012 nació un proyecto de reconstrucción de la plaza.